# Liste der Landschaftsschutzgebiete in Gelsenkirchen

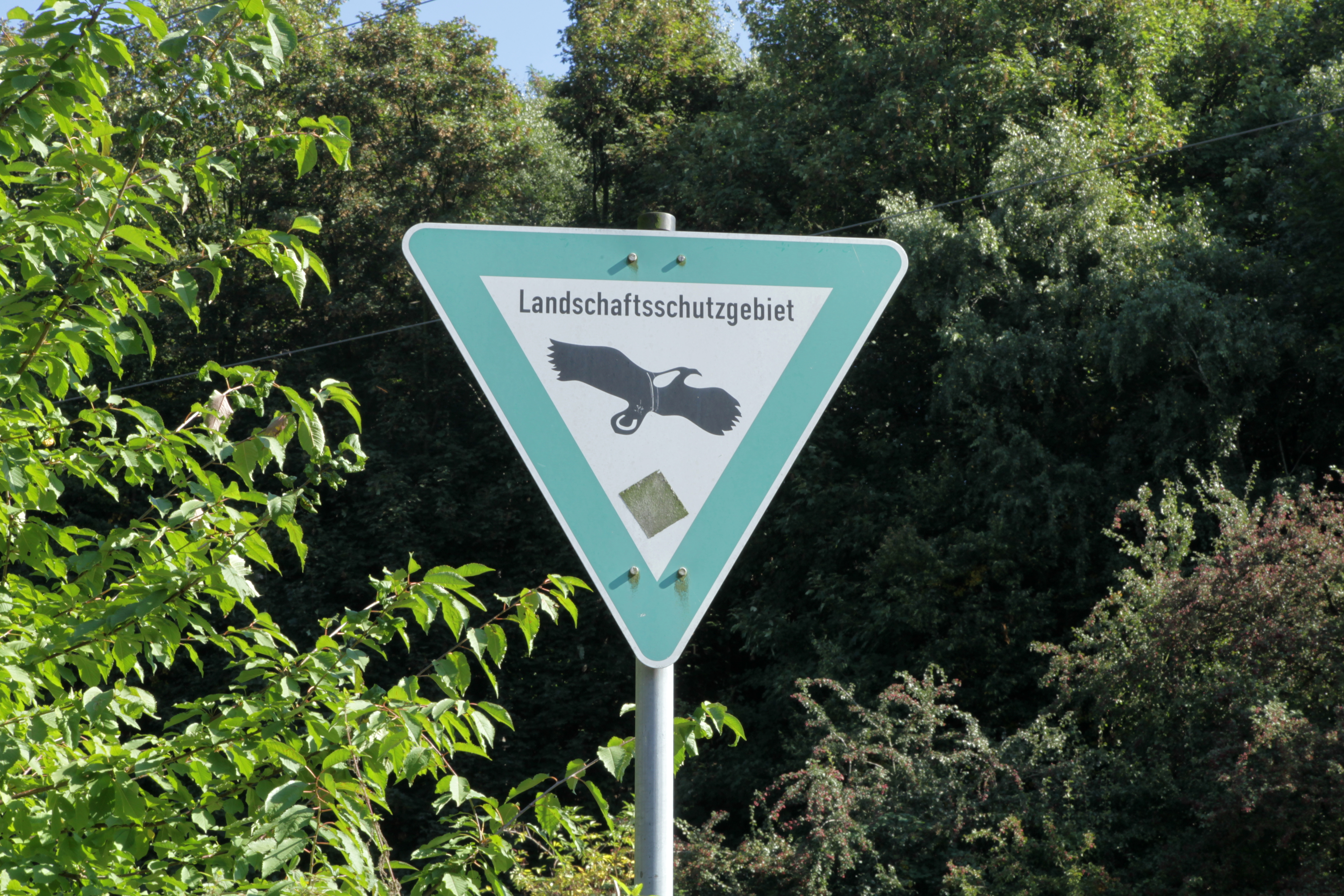
LSG-Schild in Gelsenkirchen

Die Liste der Landschaftsschutzgebiete in Gelsenkirchen enthält die Landschaftsschutzgebiete der kreisfreien Stadt Gelsenkirchen in Nordrhein-Westfalen.

## Liste
| Bild | Nummer        | Bezeichnung des Gebietes                                      | Fläche in Hektar | WDPA-ID   | Koordinaten | Datum der Verordnung |
| ---- | ------------- | ------------------------------------------------------------- | ---------------- | --------- | ----------- | -------------------- |
|      | LSG-4307-0029 | LSG-Oberscholven                                              | 293,51           | 555553826 | Position    | 1968                 |
|      | LSG-4308-0026 | LSG-Koesfeld / Scholver Feld                                  | 167,75           | 555553839 | Position    | 1968                 |
|      | LSG-4308-0027 | LSG-Haus Lüttinghof / Teltrop                                 | 163,60           | 555553840 | Position    | 1968                 |
|      | LSG-4308-0028 | LSG-Haus Oberfeldingen                                        | 68,69            | 555553841 | Position    | 1968                 |
|      | LSG-4308-0029 | LSG-Picksmühlenbusch                                          | 34,10            | 555553842 | Position    | 1968                 |
|      | LSG-4408-0027 | LSG-Hülser Heide, Schaffrath, Rungenberg                      | 160,37           | 555554097 | Position    | 1968                 |
|      | LSG-4408-0028 | LSG-Bauer Becks                                               | 35,53            | 555554098 | Position    | 1968                 |
|      | LSG-4408-0029 | LSG-Berger Anlagen / Lohmühlental                             | 94,65            | 555554099 | Position    | 1968                 |
|      | LSG-4408-0030 | LSG-Stadtwald                                                 | 20,19            | 555554100 | Position    | 1968                 |
|      | LSG-4408-0031 | LSG-Westerholter Wald / Löchterheide                          | 168,39           | 555554101 | Position    | 1968                 |
|      | LSG-4408-0032 | LSG-Eckerresse / Surresse / Sienbeck                          | 306,71           | 555554102 | Position    | 1968                 |
|      | LSG-4408-0033 | LSG-Haus Leythe / Knabenbusch / Eulenbusch                    | 54,41            | 555554103 | Position    | 1968                 |
|      | LSG-4408-0034 | LSG-Resser Mark / Im Emscherbruch                             | 333,88           | 555554104 | Position    | 1968                 |
|      | LSG-4408-0035 | LSG-Sutumer Feld                                              | 75,93            | 555554105 | Position    | 2000                 |
|      | LSG-4408-0036 | LSG-Linnenbrinksfeld                                          | 34,55            | 555554106 | Position    | 2000                 |
|      | LSG-4408-0037 | LSG-Graf Bismarck                                             | 23,11            | 555554107 | Position    | 2000                 |
|      | LSG-4408-0038 | LSG-Tetneddenstraße / Sonderkamp / Bergehalde Zollverein 4/11 | 69,03            | 555554108 | Position    | 2000                 |
|      | LSG-4408-0039 | LSG-Nienhausenbusch / Stadtgarten / Grünanlage Auf der Reihe  | 85,48            | 555554109 | Position    | 1968                 |
|      | LSG-4408-0040 | LSG-Bulmker Park / Burgers Park                               | 11,86            | 555554110 | Position    | 2000                 |
|      | LSG-4408-0041 | LSG-beiderseits der Ostpreußenstraße                          | 30,39            | 555589432 | Position    | 2000                 |
|      | LSG-4508-0001 | LSG-östlich und westlich der Hattinger Straße                 | 120,31           | 555589493 | Position    | 1968                 |